# Forma normal de Frobenius
En àlgebra lineal, la forma normal de Frobenius, forma projectiva binormal de Turner o forma canònica racional d'una matriu quadrada A és una forma canònica per matrius que posa de manifest l'estructura del polinomi mínim d'A i proporciona un mètode per determinar si una altra matriu B és semblant a A sense haver d'estendre el cos base F. S'anomena així pel matemàtic alemany Ferdinand Georg Frobenius.

## Il·lustració
Per una matriu A a entrades en un cos F, es pot trobar la forma normal de Frobenius M en conjugació amb una matriu invertible P:
{\displaystyle P^{-1}AP=M.}
Les matrius A i M són matrius semblants.
Per exemple, sigui F el cos ℝ dels nombres reals, i considerem la següent matriu A sobre ℝ:
{\displaystyle A={\begin{pmatrix}-2&-1&-2&-1&1&0\\-2&-1&-2&-1&1&1\\2&1&2&1&0&0\\2&1&0&1&-3&-1\\-2&0&-2&0&0&0\\2&-2&0&0&0&0\end{pmatrix}}.}
El polinomi característic d'A és x⁶ + 6x4 + 12x² + 8 = (x² + 2)3 = p(x). El polinomi mínim d'aquesta matriu és x² + 2.
Tindrem un bloc a la forma normal de Frobenius amb els següents valors
{\displaystyle A_{1}={\begin{pmatrix}0&-2\\1&0\end{pmatrix}}.}
El polinomi característic d'A1 és, de fet, x² + 2.
Com que p factoritza només en termes de la forma x² + 2, podem esperar que els altres dos blocs que configuren la forma normal de la matriu siguin idèntics a A1. Llavors podem escriure la següent forma normal de Frobenius:
{\displaystyle M=A_{1}\oplus A_{2}\oplus A_{3}={\begin{pmatrix}0&-2&0&0&0&0\\1&0&0&0&0&0\\0&0&0&-2&0&0\\0&0&1&0&0&0\\0&0&0&0&0&-2\\0&0&0&0&1&0\end{pmatrix}}.}
Els polinomis característic i mínim de M són els mateixos que els d'A, cosa que podríem esperar, ja que M es pot obtenir mitjançant una transformació de semblança P−1AP = M, i els determinants són invariants per semblances. Per aquesta matriu A, P és
{\displaystyle P={\begin{pmatrix}0&0&0&0&0&-2\\0&0&0&1&0&-2\\-1/2&0&0&0&1&2\\1&1&0&-1&0&0\\0&1&0&0&0&-2\\0&0&1&0&0&0\end{pmatrix}}.}

## Cas general i teoria
Sigui F un cos i sigui V un espai vectorial de dimensió finita sobre F. Donat un polinomi p(x) ∈ F[x], hi ha una matriu acompanyant C que té p(x) com a polinomi característic.
Teorema. Sigui V un espai vectorial de dimensió finita sobre un cos F, i sigui A una matriu quadrada sobre F. Aleshores V (vist com un F[x]-mòdul amb l'acció de x donada per A i estenent per linealitat) satisfà l'isomorfisme de l'F[x]-mòdul
{\displaystyle V\cong F[x]/(a_{1}(x))\oplus \cdots \oplus F[x]/(a_{n}(x))}
on els {\displaystyle a_{i}(x)\in F[x]} poden escollir-se de tal form que no siguin unitats, únics com a polinomis mònics, i que satisfacin la relació
{\displaystyle a_{1}(x)\vert \ldots \vert a_{n}(x)}
on {\displaystyle a\vert b} és la notació per "a divideix b".
Esquema de la demostració: Apliquem el Teorema d'estructura dels mòduls finitament generats sobre un domini d'ideals principals a V, vist com un F[x]-mòdul. Notem que tot F[x]-mòdul lliure té dimensió infinita sobre F, per tant la descomposició en suma directa que en resulta no té part lliure ja que V és de dimensió finita. La unicitat dels factors invariants requereix una altra demostració per mostrar que estan determinats llevat d'unitats; llavors la condició de ser mònics assegura que estan unívocament determinats. Ometem la demostració d'aquesta última part. Vegeu [DF] per més detalls.
Donada una matriu quadrada qualsevol, els divisors elementals emprats en la construcció de la forma canònica de Jordan no existeixen sobre F[x], per tant hem d'usar els factors invariants ai(x) que hem vist abans. Aquests ai(x) corresponen als factors del polinomi mínim m(x) = an(x), que divideix el polinomi característic p(x) (pel Teorema de Cayley-Hamilton) i, de fet, té les mateixes arrels que p(x), sense comptar multiplicitats. Notem que, en particular, el Teorema assegura que els factors invariants tenen coeficients en F.
Com que cada factor invariant ai(x) és un polinomi de F[x], podem associar la seva corresponent matriu per blocs Ci que és la matriu acompanyant d'ai(x). En particular, cadascun dels Ci té entrades al cos F.
Si prenem la suma directa d'aquests blocs sobre tots els factors invariants, obtenim la forma racional canònica d'A. Com que el polinomi mínim és idèntic al polinomi característic, la forma normal de Frobenius és la matriu acompanyant del polinomi característic. Com que la forma racional canònica està unívocament determinada pels factors invariants unívocs associats a A, i aquests factors invariants són independents de base, tenim que dues matrius quadrades A i B són semblants si i només si tenen la mateixa forma racional canònica.

## Una forma normal racional que generalitza la forma canònica de Jordan
La forma normal de Frobenius no reflecteix com es pot factoritzar el polinomi característic, encara que es pugui fer sobre el cos F. Això implica que és invariant quan substituïm F per un cos diferent (sempre que contingui les entrades de la matriu original A). D'altra banda, això fa que la forma normal de Frobenius sigui diferent de les altres formes normals que depenen de la factorització del polinomi característic, en especial la forma diagonal (si A és diagonalitzable) o més generalment la forma canònica de Jordan (si el polinomi característic factoritza en factors lineals). Per exemple, la forma normal de Frobenius d'una matriu diagonal amb entrades diferents (a la diagonal) és simplement la matriu acompanyant del seu polinomi característic.
Hi ha una altra forma de definir una forma normal que, de la mateixa manera que la forma normal de Frobenius, sempre està definida sobre el mateix cos F com A, però que reflecteix una possible factorització del polinomi característic (o equivalentment el polinomi mínim) en factors irreductibles sobre F, i que es redueix a la forma canònica de Jordan en el cas que la factorització tingui només factors lineals (corresponents als seus valors propis). Aquesta forma rep sovint el nom de forma canònica de Jordan generalitzada o forma canònica racional primària. Es basa en el fet que l'espai vectorial es pot descompondre canònicament en suma directa de subespais estables corresponents als factors irreductibles P diferents (com afirma el Lema dels nuclis), on el polinomi característic de cada sumand és una potència del corresponent P. Aquests sumands es poden tornar a descompondre, de forma no-canònica, com a suma directa de F[x]-mòduls cíclics (com es fa per la forma normal de Frobenius que hem vist), on el polinomi característic de cada sumand encara és una potència (en general menor) de P. La forma canònica racional primària és una matriu diagonal per blocs corresponent a aquesta descomposició en mòduls cíclics, amb una forma particular anomenada bloc de Jordan generalitzat en els blocs diagonals, corresponents a l'elecció particular d'una base pels mòduls cíclics. Aquest bloc de Jordan generalitzat és en si mateix una matriu per blocs de la forma
{\displaystyle {\begin{pmatrix}C&0&\cdots &0\\U&C&\cdots &0\\\vdots &\ddots &\ddots &\vdots \\0&\cdots &U&C\end{pmatrix}}}
on C és la matriu acompanyant del polinomi irreductible P, i U és una matriu que té entrades 0 a tot arreu llevat de l'element de la cantonada superior dreta. En el cas d'un factor irreductible lineal P = x − λ, aquests blocs es redueixen a entrades simples C = λ i U = 1, i hom té llavors un bloc de Jordan (transposat). En qualsevol bloc de Jordan generalitzat, totes les entrades immediatament per sota de la diagonal són 1. Hom pot obtenir una base del mòdul cíclic que produeix aquesta forma tot escollint un vector generador v (un que no s'anul·li per Pk−1(A) on el polinomi mínim del mòdul cíclic és Pk), i prenent la base
{\displaystyle v,A(v),A^{2}(v),\ldots ,A^{d-1}(v),}
{\displaystyle P(A)(v),A(P(A)(v)),\ldots ,A^{d-1}(P(A)(v)),}
{\displaystyle P^{2}(A)(v),\ldots ,}
{\displaystyle P^{k-1}(A)(v),\ldots ,A^{d-1}(P^{k-1}(A)(v))}
on d = grau(P).

### Algorismes
- An O(n3) Algorithm for Frobenius Normal Form Arxivat 2000-10-11 at Archive.is
- An Algorithm for the Frobenius Normal Form (pdf)
- A rational canonical form Algorithm (pdf)